# Список депутатов Верховного Совета Узбекской ССР 10 созыва
Список депутатов Верховного Совета Узбекской ССР 10 созыва
Депутаты Верховного Совета РСФСР Узбекской ССР 10 созыва работали с 1980 по 1985 годы.
Всего 510 депутатов.
| # А Б В Г Д Е Ё Ж З И К Л М Н О П Р С Т У Ф Х Ц Ч Ш Щ Э Ю Я |

## А
1. Абдраманов, Абдибай, Бухарская область
2. Абдугаппарова, Гулистан, Каракалпакская АССР
3. Абдулахаева, Насиба, Ташкент
4. Абдуллаев, Абдулахад, Бухарская область
5. Абдуллаев, Гуламмахмуд, Ташкентская область
6. Абдуллаев, Рахматулло, Самаркандская область
7. Абдуллаева, Рано Хабибовна, Сурхандарьинская область
8. Абдуллаева, Халима, Наманганская область
9. Абдумаликов, Немат, Ферганская область
10. Абдурахманова, Артикхан, Андижанская область
11. Абдусаматова, Махбубахон, Ферганская область
12. Абдушукуров, Тельман Рустамович, Андижанская область
13. Абидшаев, Мадаминджан, Наманганская область
14. Абилова, Хурсан, Ташкентская область
15. Абрахматова, Хайитгуль, Сурхандарьинская область
16. Азарнова, Тамара Филипповна, Бухарская область
17. Азизов, Юлдашбай, Наманганская область
18. Азимов, Неъмат, Самаркандская область
19. Азимов, Сарвар Алимджанович, Ташкент
20. Азимова, Мухаббатхон, Андижанская область
21. Азимова, Мухтабар Разыковна, Ташкент
22. Айтмуратов, Ережеп, Каракалпакская АССР
23. Акбаров, Ахрор, Ферганская область
24. Акбаров, Тажибай, Андижанская область
25. Акулова, Канаат Абдураимовна, Ташкентская область
26. Аликулова, Гульчехра, Самаркандская область
27. Алимов, Ариф Алимович, Кашкадарьинская область
28. Алимов, Тимур Агзамович, Ташкентская область
29. Аллаберганова, Сара Нарбаевна, Хорезмская область
30. Алламуратов, Жанабай, Каракалпакская АССР
31. Аллаяров, Мамашо, Кашкадарьинская область
32. Алматов, Чары, Сурхандарьинская область
33. Алматова, Рохатой Хасанбаевна, Наманганская область
34. Аманов, Бабамурат, Сурхандарьинская область
35. Аманов, Фарман, Кашкадарьинская область
36. Аманова, Гулсоат, Сурхандарьинская область
37. Амирова, Саламат, Самаркандская область
38. Анисимкин, Иван Георгиевич, Ташкентская область
39. Антонов, Виктор Александрович, Ташкентская область
40. Арипджанов, Махмут Марипович, Ташкентская область
41. Арипов, Субханкул Арипович, Ташкентская область
42. Арипов, Уктам Арипович, Ташкент
43. Арифджанова, Дильбар, Ташкент
44. Архангельский, Геннадий Васильевич, Ташкент
45. Асадов, Убайт, Бухарская область
46. Асадов, Хикмат, Самаркандская область
47. Аслетдинова, Хафиза Юсуповна, Андижанская область
48. Атабаева, Ханифа Таджибаевна, Ферганская область
49. Атаджанов, Алихан Рахматович, Бухарская область
50. Атаев, Хасан, Бухарская область
51. Атакузиев, Рахматилла, Бухарская область
52. Атакулов, Ульджа, Самаркандская область
53. Аталиева, Балтабика Амановна, Каракалпакская АССР
54. Атаназаров, Кадамбай, Хорезмская область
55. Атаханов, Садык Юсупович, Сырдарьинская область
56. Ахмедов, Кудратилла Ахмедович, Ташкент
57. Ахмедов, Кулдаш, Ферганская область
58. Ахмедов, Рахим Ахмедович, Наманганская область
59. Ахмедов, Ташбай, Андижанская область
60. Ахмедова, Гулчехра, Хорезмская область
61. Ахунбабаев, Карим Юлдашевич, Ферганская область
62. Ахунов, Хабибулла Ахунович, Наманганская область
63. Ахунова, Инобат Нурахуновна, Джизакская область
64. Ахунова, Турсуной, Ташкентская область
65. Аширалиева, Курбанбиби, Сурхандарьинская область
66. Аширметова, Шарипа, Ташкентская область
67. Ашуралиев, Рашид Салахутдинович, Наманганская область
68. Ашуров, Иргаш, Самаркандская область

## Б
1. Бабаеров, Турсунмурат, Ташкентская область
2. Бабамурадова, Мушарраф Раззаковна, Самаркандская область
3. Бабаназаров, Рейпназар, Каракалпакская АССР
4. Бабаходжаева, Турсуной Шукуровна, Андижанская область
5. Базарова, Гулсара Абдихаликовна, Кашкадарьинская область
6. Баймурадова, Ражабой Бешимовна, Бухарская область
7. Байназарова, Алтын Жиенбаевна, Каракалпакская АССР
8. Байнова, Римма Витальевна, Ташкент
9. Бакирова, Урхия Махкамбаевна, Сырдарьинская область
10. Балтабаева, Гулнора Шамирзаевна, Ташкентская область
11. Барноев, Иса Мусаевич, Бухарская область
12. Батырбеков, Анвар Саттарович, Самаркандская область
13. Бегматов, Усманали, Ферганская область
14. Бекбаулиев, Ерполат, Каракалпакская АССР
15. Бекмирзаева, Мактаб, Кашкадарьинская область
16. Бердиярова, Хосият Мамировна, Сырдарьинская область
17. Бердыев, Нартай, Бухарская область
18. Бобоназарова, Туйбиби, Бухарская область
19. Бойбуваев, Абдувохид, Ферганская область
20. Болтаева, Нархол Хасановна, Сурхандарьинская область
21. Болтаева, Рахима Ташпулатовна, Бухарская область
22. Бродова, Анна Ивановна, Ташкентская область
23. Бултирова, Туксулув, Наманганская область
24. Бунакова, Ольга Семёновна, Ташкентская область
25. Буреш, Милослав Ярославович, Ташкент
26. Буриходжаев, Наман, Ферганская область
27. Бурханов, Асим, Ташкент

## В
1. Валетова, Людмила Александровна, Ташкент
2. Валиев, Мутфуллажон, Наманганская область
3. Валиев, Набиджан, Ферганская область
4. Васикова, Мамлакат Сабировна, Ферганская область
5. Васильев, Геннадий Николаевич, Ташкент
6. Вахрушева, Наталья Николаевна, Ташкент
7. Володарский, Анатолий Петрович, Бухарская область
8. Восиева, Мухарамжон, Наманганская область

## Г
1. Гаврилов, Александр Фадеевич, Хорезмская область
2. Гаибназаров, Акбар Рузматович, Ташкентская область
3. Гладков, Пётр Егорович, Самаркандская область
4. Головач, Любовь Андреевна, Каракалпакская АССР
5. Головачёв, Иван Иосифович, Кашкадарьинская область
6. Головченко, Таисия Михайловна, Ташкентская область
7. Греков, Леонид Иванович, Самаркандская область
8. Гулова, Нурия Эгамовна, Бухарская область
9. Гулый, Валентин Григорьевич, Ташкент
10. Гущина, Наталья Терентьевна, Каракалпакская АССР

## Д
1. Давранов, Пармон, Кашкадарьинская область
2. Дадабаева, Дилбархон, Ферганская область
3. Джаббаров, Саттар, Бухарская область
4. Джалалов, Маннап, Андижанская область
5. Джалилов, Хаким, Бухарская область
6. Джамалов, Хулкар Баходирович, Бухарская область
7. Джангиров, Раззак, Самаркандская область
8. Джумакулов, Бахрон, Самаркандская область
9. Джуманазаров, Матназар, Хорезмская область
10. Джуманиязов, Кучкар, Самаркандская область
11. Джурабеков, Исмаил Хакимович, Хорезмская область
12. Джураев, Алижон, Наманганская область
13. Джураева, Амбар, Кашкадарьинская область
14. Джураева, Тамара, Сурхандарьинская область
15. Джураева, Угилой, Сурхандарьинская область
16. Доброва, Наталья Николаевна, Ташкентская область
17. Догонкин, Пётр Васильевич, Ферганская область
18. Донаев, Базар, Самаркандская область
19. Досова, Хайитжан, Хорезмская область
20. Дудин, Краснослав Петрович, Ташкент
21. Дурова, Валентина Григорьевна, Бухарская область
22. Дутова, Тамара Павловна, Ташкентская область
23. Духанин, Виктор Григорьевич, Хорезмская область
24. Духанов, Николай Васильевич, Бухарская область

## ЕЁ
1. Ёдгарова, Халима Наврузовна, Бухарская область
2. Есенбаев, Зият Исламович, Ферганская область
3. Есин, Василий Павлович, Ташкент

## Ж
1. Жаббарова, Матлуба, Самаркандская область
2. Железнов, Николай Матвеевич, Ташкент
3. Желонкина, Валентина Степановна, Сырдарьинская область
4. Жеребилов, Виктор Петрович, Бухарская область
5. Жубандыкова, Оразбике, Каракалпакская АССР
6. Жумаев, Таштурди, Кашкадарьинская область
7. Жураева, Олияхон, Наманганская область
8. Жураева, Турсуной, Ферганская область

## З
1. Зайниев, Хайри, Бухарская область
2. Закиров, Насыр Закирович, Сырдарьинская область
3. Заречнева, Тамара Никитична, Ферганская область
4. Захритдинов, Гулям Захритдинович, Ташкент
5. Зинин, Тимофей Григорьевич, Ташкентская область
6. Зырянова, Людмила Павловна, Бухарская область

## И
1. Ибрагимов, Мирзаолим Ибрагимович, Каракалпакская АССР
2. Ибрагимов, Убайдулла Якубович, Бухарская область
3. Ибрагимова, Наиба, Ташкент
4. Иванова, Галина Николаевна, Ферганская область
5. Иванушкина, Раиса Николаевна, Кашкадарьинская область
6. Игамбердыев, Камалхан, Наманганская область
7. Игамбердыев, Мавлян, Ташкентская область
8. Икрамов, Анвар Салихович, Ташкент
9. Илиади, Яков Александрович, Кашкадарьинская область
10. Илюхин, Александр Меркулович, Ташкентская область
11. Имомов, Сулаймон Суванкулович, Ташкентская область
12. Иргашев, Асрор, Джизакская область
13. Иргашев, Сатвалди Усманович, Самаркандская область
14. Исаев, Георг Георгинович, Джизакская область
15. Исаева, Любовь Николаевна, Самаркандская область
16. Исакова, Мунаввар, Ташкентская область
17. Исамухамедов, Хабибулла Алимджанович, Ташкент
18. Искандаров, Абдулла, Хорезмская область
19. Искандеров, Мирзагани Искандерович, Сурхандарьинская область
20. Искандерова, Кансулу, Каракалпакская АССР
21. Исламов, Тухтамурад Исламович, Ташкентская область
22. Исламов, Эркабай, Джизакская область
23. Исломов, Жолахиддин Каримович, Ферганская область
24. Ислямов, Абселям, Сурхандарьинская область
25. Исмаилов, Тагирджан, Ферганская область
26. Исмаилова, Марям, Хорезмская область
27. Исмайлов, Куандык, Каракалпакская АССР
28. Исматов, Махмуд, Ташкентская область
29. Исраилов, Худжам, Джизакская область
30. Исраилова, Гульнара Махкамовна, Ташкент
31. Исраилова, Зульфия, Ташкентская область
32. Истамова, Барно Дехкановна, Бухарская область
33. Исхокова, Турсиной Якубовна, Ферганская область
34. Ишчанов, Рахим, Хорезмская область

## К
1. Кадиров, Сабир, Ташкентская область
2. Кадирова, Карима Муминовна, Ферганская область
3. Кадыров, Азиз Мавлянович, Ферганская область
4. Кадыров, Вахид Кадырович, Ташкентская область
5. Кадыров, Гайрат Хамидуллаевич, Самаркандская область
6. Кадыров, Усман, Сурхандарьинская область
7. Казимов, Вахид Ахунович, Ташкент
8. Каландаров, Искандар, Каракалпакская АССР
9. Камбаров, Рахмат, Ташкентская область
10. Камильбекова, Гульчехра Дияровна, Ташкент
11. Кан, Павел Харитонович, Джизакская область
12. Каньязов, Султамурат Курбаниязович, Каракалпакская АССР
13. Караматова, Мукадас, Бухарская область
14. Кариев, Максуд Кариевич, Кашкадарьинская область
15. Каримджанов, Сабир, Ташкент
16. Каримов, Мухитдин Каримович, Сырдарьинская область
17. Каримов, Райим, Самаркандская область
18. Каримова, Жамила, Наманганская область
19. Касимова, Турди, Ташкентская область
20. Касымов, Рустам Сулейманович, Сырдарьинская область
21. Каюмов, Абдухамид Каюмович, Каракалпакская АССР
22. Каюмов, Малик, Ферганская область
23. Каюмов, Пулат, Кашкадарьинская область
24. Кенжаев, Одилжон, Андижанская область
25. Керимова, Фатьма Назимовна, Самаркандская область
26. Кислов, Владимир Васильевич, Каракалпакская АССР
27. Клеменов, Евгений Александрович, Джизакская область
28. Кодиров, Каххаржон Ганиевич, Наманганская область
29. Колпакова, Мария Андреевна, Ташкент
30. Корниенко, Виктор Михайлович, Ташкентская область
31. Кочкаров, Алиджан, Самаркандская область
32. Крахмалёва, Любовь Петровна, Самаркандская область
33. Кремлёва, Тамара Петровна, Ферганская область
34. Кривошеев, Григорий Федотович, Ташкент
35. Кузьмин, Виктор Петрович, Хорезмская область
36. Куйбакаров, Хушвакт Раджабович, Кашкадарьинская область
37. Куксенко, Виталий Павлович, Самаркандская область
38. Кулаков, Юрий Алексеевич, Наманганская область
39. Кулдашев, Юлдашали, Наманганская область
40. Кунисов, Файзихан, Самаркандская область
41. Купцов, Виктор Васильевич, Ташкентская область
42. Курбаниязов, Онгарбай, Каракалпакская АССР
43. Курбанов, Махмут Хасанович, Джизакская область
44. Курбанов, Набижон, Андижанская область
45. Курбанов, Юлдаш Рахимович, Каракалпакская АССР
46. Куртумеров, Фахри, Андижанская область
47. Кучиев, Джават, Сырдарьинская область
48. Кучимова, Улбус, Самаркандская область
49. Кучкаров, Ибрагим Уралович, Сырдарьинская область
50. Кучкаров, Нематилла Худайбердиевич, Наманганская область

## Л
1. Лапасов, Жуман, Кашкадарьинская область
2. Локтева, Вера Владимировна, Ташкент
3. Лысенко, Татьяна Владимировна, Джизакская область

## М
1. Мавлонова, Гульсара Каландаровна, Самаркандская область
2. Мадрахимов, Эксан, Ферганская область
3. Мадыяров, Масадык, Андижанская область
4. Максумов, Закир Таджиевич, Ташкентская область
5. Маликов, Дадахан, Андижанская область
6. Малишевская, Мария Александровна, Андижанская область
7. Мамаджанов, Юлдаш, Сурхандарьинская область
8. Мамажонов, Анормирза, Наманганская область
9. Мамазулунова, Адина Мамаюнусовна, Андижанская область
10. Маматкадиров, Найни, Андижанская область
11. Маматкулова, Шарифа Райимовна, Андижанская область
12. Мамедов, Кибар Бакирович, Ташкентская область
13. Мамонова, Елена Александровна, Андижанская область
14. Маннапов, Назрилла, Ташкент
15. Марасулов, Салимжон, Ферганская область
16. Марданова, Ойбахор, Кашкадарьинская область
17. Мартынюк, Николай Каленикович, Ташкент
18. Маткаримов, Мадамин Маткаримович, Хорезмская область
19. Маткурбанова, Жумагул, Хорезмская область
20. Махамадыев, Халикул, Кашкадарьинская область
21. Махмудов, Батыр Махмудович, Сырдарьинская область
22. Махмудов, Карал, Кашкадарьинская область
23. Махмудов, Насыр, Ташкент
24. Махмудов, Султан Мамадалиевич, Андижанская область
25. Махмудова, Розия, Самаркандская область
26. Машарипов, Гайрат Назарович, Хорезмская область
27. Машарипова, Гулбахор Матупаевна, Каракалпакская АССР
28. Мелибаева, Таджи, Ташкентская область
29. Мелиева, Адолат, Самаркандская область
30. Меметова, Гулшен Кодировна, Кашкадарьинская область
31. Менглиева, Бибисара, Каракалпакская АССР
32. Меркушина, Анастасия Петровна, Самаркандская область
33. Мещерякова, Людмила Николаевна, Ферганская область
34. Мингбоева, Ханифахон, Наманганская область
35. Мирзабеков, Борис Григорьевич, Наманганская область
36. Мирзаев, Махмуд Мирзаевич, Ташкентская область
37. Мирзакаримова, Солияхон Марайимовна, Андижанская область
38. Михайлов, Виктор Константинович, Сурхандарьинская область
39. Михайлюк, Раиса Яковлевна, Ташкент
40. Муйдинов, Махмуд, Ташкент
41. Муйдинова, Саходатхон, Андижанская область
42. Муйдинова, Химаятхон Расуловна, Андижанская область
43. Муминова, Зарбуви Астановна, Самаркандская область
44. Мурасов, Меджит Халилович, Ферганская область
45. Муратходжаев, Вали, Самаркандская область
46. Муртазаев, Каюм, Ферганская область
47. Мусабаев, Хабибулла, Ташкентская область
48. Мусин, Ирик Харасович, Ташкент
49. Мухамеджанов, Закир Мухамеджанович, Самаркандская область
50. Мухамедова, Барно Эргашевна, Ташкентская область
51. Мухитдинова, Халима, Андижанская область
52. Мухортов, Михаил Дмитриевич, Бухарская область

## Н
1. Набиев, Туляган, Ташкент
2. Наврузова, Гульчехра, Бухарская область
3. Наджимов, Гайни, Бухарская область
4. Назарматова, Халимахон, Ферганская область
5. Назаров, Шамси, Самаркандская область
6. Наимов, Инам, Бухарская область
7. Нарбабаев, Назрулла Таджиевич, Самаркандская область
8. Наркулова, Зулайха, Самаркандская область
9. Насреддинов, Гафур Насреддинович, Сурхандарьинская область
10. Насретдинов, Вакиль Хамидович, Джизакская область
11. Насретдинов, Турди, Самаркандская область
12. Нишонова, Майрамхон, Ферганская область
13. Ниязов, Абдукаххар, Ферганская область
14. Ниязов, Шавкат, Самаркандская область
15. Ниязова, Сария Махтумовна, Кашкадарьинская область
16. Норбобаева, Тураой Шариповна, Кашкадарьинская область
17. Норматова, Дильбар Байматовна, Ташкентская область
18. Нормуратов, Шодикул Джумаевич, Самаркандская область
19. Носирова, Адолат Нуркуловна, Кашкадарьинская область
20. Нуржаев, Раббим, Ташкентская область
21. Нуркуватова, Назира Баймуратовна, Кашкадарьинская область
22. Нурумбетов, Касым, Каракалпакская АССР
23. Нурумова, Мариям Садуллаевна, Каракалпакская АССР

## О
1. Окунский, Владимир Викторович, Ташкентская область
2. Оманов, Нуманджан, Андижанская область
3. Омеров, Сервер Абдуллаевич, Самаркандская область
4. Орипов, Абдурахмон Нумонович, Ферганская область
5. Орлов, Георгий Михайлович, Хорезмская область
6. Охунжонова, Рахима, Ферганская область

## П
1. Павлов, Михаил Петрович, Кашкадарьинская область
2. Пайгамов, Алиджан, Ферганская область
3. Палванов, Джаксылык Палванович, Каракалпакская АССР
4. Пардаева, Дильбар Эргашевна, Сырдарьинская область
5. Парпиева, Бахриниса Шеркузиевна, Ферганская область
6. Патрин, Николай Владимирович, Ферганская область
7. Пахратдинова, Гуласен, Каракалпакская АССР
8. Петров, Анатолий Анатольевич, Бухарская область
9. Пинхасов, Борис Ильич, Ташкент
10. Поветко, Владимир Иванович, Андижанская область
11. Погорелов, Константин Фёдорович, Андижанская область
12. Пономаренко, Илья Филиппович, Сурхандарьинская область
13. Пулатов, Салим Пулатович, Ташкент
14. Пухтаев, Темир, Сурхандарьинская область

## Р
1. Раджабов, Назир Раджабович, Ферганская область
2. Рамазанов, Мнайдар Рамазанович, Ташкентская область
3. Рамазанов, Субхан, Бухарская область
4. Расулова, Садохат Абдурахмановна, Наманганская область
5. Рафиков, Ганий Мазитович, Кашкадарьинская область
6. Рахимов, Каримжон, Андижанская область
7. Рахимов, Салим, Бухарская область
8. Рахимова, Гавхар, Наманганская область
9. Рахманов, Рахим, Бухарская область
10. Рахманова, Хурсан, Сурхандарьинская область
11. Рахмонов, Турдали, Ферганская область
12. Рашидов, Зарип, Самаркандская область
13. Рашидов, Шараф Рашидович, Андижанская область
14. Рзаев, Камал, Каракалпакская АССР
15. Руденко, Александр Григорьевич, Наманганская область
16. Рустамов, Ахматилла, Ферганская область
17. Рустамов, Ишнияз, Сурхандарьинская область
18. Рустамов, Нурмамат, Кашкадарьинская область
19. Рыбалко, Василий Иванович, Ташкентская область
20. Рыжов, Сергей Николаевич, Ташкент
21. Рыскиева, Машкура Акбаровна, Ташкент
22. Рябова, Раиса Ильинична, Андижанская область
23. Рябцев, Витольд Романович, Ферганская область

## С
1. Сабиров, Машарип, Хорезмская область
2. Садирдинов, Исмоил, Андижанская область
3. Садовская, Надежда Иосифовна, Ташкент
4. Садыков, Талиб Садыкович, Ташкент
5. Садыкова, Василя Садыковна, Андижанская область
6. Садыкова, Дильбархон, Ферганская область
7. Саидов, Махмуд Саидович, Хорезмская область
8. Саидов, Рашид, Сурхандарьинская область
9. Саидова, Рахатпашша Исмаиловна, Хорезмская область
10. Саидходжаев, Абдулхамид, Ташкентская область
11. Салдаев, Юрий Петрович, Ташкентская область
12. Салимов, Акил Умурзакович, Ферганская область
13. Салихов, Энмарк Шакирович, Ташкент
14. Самохвалов, Владимир Алексеевич, Андижанская область
15. Саримсаков, Узакбай Саримсакович, Андижанская область
16. Саркисов, Георгий Минасович, Ташкент
17. Сарымсаков, Ташмухамед Алиевич, Ташкент
18. Саттаров, Ислам Гафарович, Ташкент
19. Сафаров, Рафаил Рафгатович, Сурхандарьинская область
20. Семёнов, Павел Васильевич, Ташкент
21. Семёнова, Тамара Геласивна, Ферганская область
22. Сивец, Виктор Николаевич, Ташкент
23. Сираджев, Зия Шарафутдинович, Сырдарьинская область
24. Сираждинов, Сагды Хасанович, Ташкентская область
25. Скребнёв, Василий Степанович, Ташкентская область
26. Смирнов, Николай Васильевич, Ферганская область
27. Собиров, Муйдинжон, Ферганская область
28. Сорокин, Иван Тимофеевич, Хорезмская область
29. Сулейманов, Исмаил, Бухарская область
30. Султанова, Сайёра Умаровна, Ташкент
31. Султонова, Рахима, Самаркандская область
32. Супиева, Олмасхон, Андижанская область

## Т
1. Табилов, Кабул, Джизакская область
2. Таджибаев, Ганиджан, Наманганская область
3. Таджидинов, Халидин, Сурхандарьинская область
4. Таджиев, Бахриддин, Сырдарьинская область
5. Таиров, Каландар Таирович, Сырдарьинская область
6. Таскаев, Анатолий Владимирович, Самаркандская область
7. Тастемирова, Куттыкиз, Джизакская область
8. Тахирова, Саодат, Ташкент
9. Ташкулов, Сергей Ташкулович, Ташкентская область
10. Ташпулатов, Тургун, Бухарская область
11. Ташходжаев, Ходжиакбар, Ташкент
12. Теллябаев, Абдусамат, Андижанская область
13. Тилавов, Абдугафур, Джизакская область
14. Тимофеев, Николай Фёдорович, Хорезмская область
15. Тимурова, Тош, Самаркандская область
16. Тихомирова, Наталья Юрьевна, Ташкент
17. Тишкин, Евгений Михайлович, Сурхандарьинская область
18. Тожиева, Рисолат Эсонбоевна, Самаркандская область
19. Тохтаев, Тимур Махсудович, Ташкент
20. Трушина, Любовь Петровна, Ташкент
21. Туляганов, Хабибулла Тулягинович, Бухарская область
22. Турабекова, Шарафат Субханкуловна, Наманганская область
23. Тураев, Азиз Аппакович, Сырдарьинская область
24. Туракулов, Убайдулла, Джизакская область
25. Турапов, Иноят, Самаркандская область
26. Турапов, Нармумин Турапович, Сурхандарьинская область
27. Тургунов, Келди Комилович, Наманганская область
28. Турдиева, Рузигуль, Бухарская область
29. Туркараева, Угилой Жумаевна, Ташкентская область
30. Турсунов, Минавар Турсунович, Кашкадарьинская область
31. Турсунов, Эркин, Кашкадарьинская область
32. Тухтабаева, Мавлуда, Наманганская область

## У
1. Убайдуллаева, Михриниса, Ташкентская область
2. Узакова, Мамахол, Кашкадарьинская область
3. Укчиева, Баракатхон, Наманганская область
4. Умаров, Абдубанаб Арипович, Ферганская область
5. Умаров, Абдулла Хакимович, Сурхандарьинская область
6. Умаров, Турсун-Мурат, Наманганская область
7. Умиров, Абди, Кашкадарьинская область
8. Умрзакова, Нурхон, Наманганская область
9. Уралов, Мирзатилла, Ферганская область
10. Уркинбаев, Абдукарим Абдукадырович, Наманганская область
11. Усманов, Вахобжан, Кашкадарьинская область
12. Усманходжаев, Инамжон Бузрукович, Кашкадарьинская область

## Ф
1. Фазылов, Гуламджон, Ферганская область
2. Файзиев, Шакар, Самаркандская область
3. Файзиева, Мастура Нарзуллаевна, Кашкадарьинская область
4. Федоринов, Иван Иванович, Ташкент
5. Феоктистова, Лидия Анатольевна, Ферганская область
6. Фролова, Надежда Васильевна, Ташкентская область
7. Функ, Самуил Самуилович, Сырдарьинская область

## Х
1. Хабибуллаев, Пулат Киргизбаевич, Андижанская область
2. Хайдаров, Максутали, Ферганская область
3. Хайдаров, Сулейман, Самаркандская область
4. Хайдарова, Гавхар Кадыровна, Ташкент
5. Хамидов, Азиз Хакимович, Ташкентская область
6. Хамидов, Вали Абдувахидович, Ферганская область
7. Хамидов, Юльбарис Ахмедович, Андижанская область
8. Хамраев, Наджим Рахимович, Джизакская область
9. Хамракулов, Синдар Хамракулович, Самаркандская область
10. Хамракулов, Хайдарали, Ташкентская область
11. Харитонова, Ирина Геннадьевна, Ташкент
12. Хасанов, Джура, Андижанская область
13. Хасанов, Мадаминджан Хасанович, Андижанская область
14. Хасанова, Куралой Рахмановна, Бухарская область
15. Хасанова, Хакипахон Омоновна, Ферганская область
16. Хаяли, Эмине Усеиновна, Ташкентская область
17. Хван, Ман Гым Григорьевич, Ташкентская область
18. Ходжаев, Акрам Рустамович, Самаркандская область
19. Ходжаев, Асадилла Ашрапович, Джизакская область
20. Ходжибаев, Ахмеджан Мухамеджанович, Кашкадарьинская область
21. Ходжиев, Тургун, Ташкентская область
22. Хожикосимова, Тошхон, Андижанская область
23. Холмирзаева, Набад, Сурхандарьинская область
24. Худайбергенов, Абдиуали, Каракалпакская АССР
25. Худайбергенова, Бикажан Сапарбаевна, Хорезмская область
26. Худайбердыев, Нармахонмади Джураевич, Бухарская область
27. Худайкулов, Акрам, Самаркандская область
28. Хусанова, Хосиятхон, Андижанская область
29. Хусенова, Шаходат Ниязовна, Самаркандская область
30. Хуснутдинов, Ибрагим Камалович, Наманганская область
31. Хушназарова, Заргул Рузиевна, Сурхандарьинская область

## Ч
1. Чариев, Рахман, Сурхандарьинская область
2. Человечкова, Надежда Фоминична, Сурхандарьинская область
3. Чернышов, Георгий Фёдорович, Самаркандская область

## Ш
1. Шагазатов, Хабибулла Абдумажитович, Кашкадарьинская область
2. Шакирова, Эргаш, Самаркандская область
3. Шамсиева, Хикоят, Самаркандская область
4. Шаповалова, Антонина Фёдоровна, Ташкент
5. Шарипов, Абдулла, Каракалпакская АССР
6. Шарипов, Тахир Яхъяевич, Каракалпакская АССР
7. Шасимов, Мамадиёр, Самаркандская область
8. Шендрик, Александр Павлович, Андижанская область
9. Шералиева, Мавлуда, Андижанская область
10. Шералиева, Турсунхон Рузматовна, Ферганская область
11. Шермухамедов, Саид, Ташкентская область
12. Шибалин, Владимир Иванович, Самаркандская область
13. Шкрябин, Юрий Сергеевич, Бухарская область

## Э
1. Эльбаев, Бекмурат, Кашкадарьинская область
2. Эльбаев, Нурмамат, Самаркандская область
3. Эргашев, Жумакузи, Ферганская область
4. Эргашев, Кудрат, Наманганская область
5. Эргашев, Рузи Саманович, Сурхандарьинская область
6. Эрик, Георгий Михайлович, Ташкент
7. Эшбаев, Амирали, Кашкадарьинская область
8. Эшмуродова, Толлой, Самаркандская область

## Ю
1. Юлдашев, Гулиммат, Хорезмская область
2. Юлдашев, Муминжон, Наманганская область
3. Юлдашев, Садрутдин Ходжаевич, Ташкент
4. Юлдашева, Турсуной, Хорезмская область
5. Юнусова, Улбусин, Джизакская область
6. Юриц, Александр Александрович, Каракалпакская АССР
7. Юсупов, Ахмаджан, Хорезмская область
8. Юсупов, Пулат Юнусович, Каракалпакская АССР
9. Юсупов, Эркин, Наманганская область

## Я
1. Якубов, Фаттах Гафурович, Ташкентская область
2. Якубов, Шербай, Андижанская область
3. Якубова, Улжахон, Ташкентская область
4. Янковская, Нина Ильинична, Наманганская область
5. Яхъяев, Хайдар Халикович, Бухарская область